# Nikola Koljević
Nikola Koljević (Banja Luka, 9. jun 1936 — Beograd, 25. januar 1997) bio je srpski političar, univerzitetski profesor, šekspirolog i teoretičar moderne književnosti.

## Biografija
Rođen je 1936. godine u Banjaluci u uglednoj trgovačkoj porodici. Diplomirao je teoriju književnosti na Filozofskom fakultetu u Beogradu, gde je i doktorirao. Bio je univerzitetski profesor, prevodilac i esejista. Važio je za jednog od najcjenjenijih poznavalaca Šekspira u bivšoj SFRJ. Njegova univerzitetska karijera odvijala se na Filozofskom fakultetu u Sarajevu. Početak demokratske tranzicije u SR BiH zatekao ga je u statusu redovnog profesora i uglednog jugoslovenskog književnog kritičara i teoretičara. Kao šekspirolog, komparativista i teatrolog i priznati intelektualac uređivao je ugledne književne časopise Putevi i Izraz. Sa nekoliko kolega profesora na sarajevskom filozofskom fakultetu radio je na formiranju SDS-a. Tu grupu su pored njega sačinjavali profesori Milorad Ekmečić, Slavko Leovac, Aleksa Buha i Vojislav Maksimović.
Na prvim slobodnim višestranačkim izborima 1990. godine izabran je za srpskog člana Predsedništva SR Bosne i Hercegovine. Sa mnogo entuzijazma se angažovao na na pripremi tzv. istorijskog sporazuma između Srba i Muslimana, kojim je trebalo da BiH ostane u Jugoslaviji. U znak protesta protiv uzurpacije nadležnosti kolektivnog organa od strane Alije Izetbegovića i muslimansko-hrvatske majorizacije srpskih predstavnika uaprilu 1992. godine Koljević je zajedno sa Biljanom Plavšić napustio Predsjedništvo SR BiH. Zajedno sa Karadžićem i Krajišnikom doneo je odluku o izlasku srpskog rukovodstva iz Sarajeva na Pale.
Narodna skupština RS ga je izabrala za potpredsjednika RS i na toj funkciji je ostao sve do prvih poslijeratnih izbora. Kao vrstan poznavalac anglosaksonske kulture i jezika, bio je član svih srpskih delegacija na mirovnim pregovorima organizovanim uz posredovanje međunarodne zajednice. Dinamičan i komunikativan, „profesor” kako su ga nazivali saborci, bio je čovjek dijaloga i kompromisa, za koje u ratnom vremenu nije bilo prostora. Bio je kritičan prema slabostima u tadašnjoj srpskoj politici. Uporedo sa političkim aktivnostima, Koljević je bio angažovan na formiranju Univerziteta u Srpskom Sarajevu. Obavljao je dužnost prorektora Univerziteta u Istočnom Sarajevu.
Nije prekidao svoj autorski rad ni za vreme rata. Krajem rata i u prvoj godini mira objavio je dvije knjige: „Otadžbinske teme” 1995. i „Od Platona do Dejtona” 1996. Posthumno su objavljeni njegovi ratni dnevnici, dvotomno djelo bogato autentičnim dokumentima vremena, koje po ocjeni stručne kritike predstavlja najznačajniji izvor za istraživanje rađanja Republike Srpske.
Pokušao je samoubistvo pucajući sebi u glavu 16. januara 1997. godine na Palama. Od posledica samoranjavanja preminuo je 25. januara 1997. godine u bolnici u Beogradu, u 61. godini života. Sahranjen je u porodičnoj grobnici u Banjaluci.
Dana 14. novembra 2019. godine otkrivena je bista Nikole Koljevića u Banjaluci uz prisustvo političkog rukovodstva Republike Srpske. Tokom decembra 2022. u Muzeju Republike Srpske organizovana je izložba posvjećena Nikoli Koljevići pod nazivom „Putevi profesora, stvaraoca i državotvorca: profesor doktor Nikola Koljević /1936-1997/”.

## Nagrade
- Kočićeva nagrada 1995.

## Dela
- „Teorijski osnovi nove kritike”, 1967. monografska publikacija
- „O uporednom i sporednom”, 1977. monografska publikacija
- „Ikonoborci i ikonobranitelji”, 1978. monografska publikacija
- „Šekspir, tragičar”, 1981. monografska publikacija
- „Pesnik iza pesme ”, 1984. monografska publikacija
- „“Tajna“ poznog Dučića: interpretacija”, 1985. zbornik
- „“Lament nad Beogradom“ Miloša Crnjanskog”, 1986. monografska publikacija
- „Klasici srpskog pesništva”, 1987. monografska publikacija
- „Otadžbinske teme”, 1995. monografska publikacija
- „Andrićevo remek-delo”, 1995. monografska publikacija
- „Od Platona do Dejtona”, (zapisi o državi našim povodom), 1996. monografska publikacija
- „Stvaranje Republike Srpske 1 i 2”, ratni dnevnici
- „Odabrana djela Nikole Koljevića”

## Spoljašnje veze
- Радио-телевизија Републике Српске: Печат: Никола Кољевић (42,35 мин), 26. 1. 2012.